# Beyond Magnetic
Beyond Magnetic är en EP av Metallica. Under Metallicas 30-årsjubileum på The Fillmore släppte de under fyra spelningar fyra outgivna låtar från albumet Death Magnetic. Detta blev senare EP:n Beyond Magnetic.

## Låtlista
1. "Hate Train" (James Hetfield, Lars Ulrich) – 6:58
2. "Just a Bullet Away" (James Hetfield, Lars Ulrich) – 7:11
3. "Hell and Back" (James Hetfield) – 6:57
4. "Rebel of Babylon" (James Hetfield, Lars Ulrich) – 8:02